# Hypocometa curvistriga
Hypocometa curvistriga är en fjärilsart som beskrevs av W. Warren 1894. Hypocometa curvistriga ingår i släktet Hypocometa och familjen mätare. Inga underarter finns listade i Catalogue of Life.